# Audie England
Audie England (* 12. Juli 1967 in Los Angeles, Kalifornien) ist eine US-amerikanische Schauspielerin.

## Leben und Leistungen
England schloss die University of California, Los Angeles ab, an der sie sowohl Schauspielkunst wie auch Fotokunst und Kameraarbeit erlernte. Sie debütierte im Episodenfilm Red Shoe Diaries 3: Another Woman’s Lipstick aus dem Jahr 1993. Dort war sie im Teil Jake’s Story zu sehen, in dem David Duchovny die Hauptrolle spielte.
Im Actionfilm Venus Rising übernahm England die Hauptrolle von Eve, die in deren früheren Jahren von Jessica Alba verkörpert wurde. Im Filmdrama Delta of Venus (1995) spielte sie erneut eine Hauptrolle, eine weitere folgte im Erotikdrama Die wilde Reed (1998). Im Katastrophenfilm Eis – Wenn die Welt erfriert (1998) war sie an der Seite von Udo Kier in einer größeren Rolle zu sehen. Die Zeitschrift People wählte sie 1998 auf die Liste Most Beautiful Stars. Ihre bisher (Stand: Januar 2014) letzte Rolle spielte England in der Fernsehbiografie The Beach Boys: An American Family (2000), die als Herausragende Miniserie für den Emmy nominiert wurde. Die Schauspielerin lebt in Los Angeles und ist mit dem Filmproduzenten und Drehbuchautor Peter M. Lenkov verheiratet, mit dem sie zwei Söhne hat.

## Filmografie (Auswahl)
- 1993: Red Shoe Diaries 3: Another Woman’s Lipstick
- 1995: Venus Rising
- 1995: Delta of Venus
- 1996: Verrückt nach Sam (Rule of Three)
- 1996: Umsonst ist nur der Tod (One Good Turn)
- 1998: Die wilde Reed (A Place Called Truth)
- 1998: Soundman
- 1998: Free Enterprise
- 1998: Eis – Wenn die Welt erfriert (Ice)
- 2000: The Beach Boys: An American Family